# گلمرز سفلی
گلمرز سفلی، روستایی از توابع بخش مرکزی شهرستان ارومیه در استان آذربایجان غربی ایران است.
این روستا یکی از جاذبه های گردشگری در ارومیه بدل شده و اسم این روستا از وجود تالاب های متعدد (به ترکی "گُل" = مثل "اِل گَلی" تبریز) گرفته شده است. خامه گاومیش و زالو از مشخصه های بارز این روستا در ارومیه است
این روستا دارای دریاچه‌های بسیار زیبایی می‌باشد که عمق بزرگترین دریاجه آن در حدود ۱۴ متر و مساحت آن بالغ بر دو هکتار می‌باشد.

## جمعیت
این روستا در دهستان باش‌قلعه قرار دارد و براساس سرشماری مرکز آمار ایران در سال ۱۳۸۵، جمعیت آن زیر سه خانوار بوده‌است.
البته به اظهار یکی از ساکنیناین روستا ، این عدد اشتباه بوده و خانوار و جمعیت این روستای زیبا بیشتر از این می باشد.

## اطلاعات ویرایش
ویرایش شده توسط : امید گلمرزی الاصل    در  11 خرداد 1403